# Макани, Соша
Соша́ Макани́ (перс. سوشا مکانی‎; 18 ноября 1986 года; Бендер-Энзели, Иран) — иранский футболист, выступающий на позиции вратаря, игрок норвежского клуба «Мьёндален». Сыграл шесть матчей за сборную Ирана.

## Карьера
Соша Макани является воспитанником клуба «Фаджр Сепаси» из Шираза. Свою профессиональную карьеру начал в 2006 году в составе именно этого клуба. За два сезона проведённых в составе ширазцев, Макани сыграл 42 матча. В летом 2008 года перешёл в хамаданский «ПАС» и подписал с данным клубом контракт на два года. Выступал за данный клуб до 2010 года и за это время сыграл 44 матча. В том году летом перешёл на один год в «Стил Азин» и сыграл за этот клуб всего десять матчей. В составе данного клуба он впервые стал известен как виновник массовой драки футболистов в матче против тегеранского «Персеполиса».
В 2011 году перешёл в тегеранский «Нафт» и подписал с этим клубом контракт на три года. Соша выступал за тегеранские нефтяники до начала 2013 года и за это время сыграл 56 матчей. В начале того же года он перешёл в ахвазский «Фулад» и в дебютном сезоне выиграл с «Фуладом» чемпионат Ирана и дошёл до стадии плей-офф Лиги чемпионов АФК 2014.
После успешного выступления в составе «Фулада», на Соша Макани претендовали сильнейшие клубы Ирана. Летом 2014 года он подписал двухлетний контракт с одним из сильнейших клубов Ирана — тегеранским «Персеполисом».

### Карьера в сборной
Соша Макани выступал за молодёжную сборную Ирана. Вызов в национальную сборную Ирана получил в 2012 году. Макани был исключен из состава сборной Ирана для выступления на чемпионате мира 2014 в Бразилии против сборной Нигерии из-за драки на последнем матче квалификационного раунда АФК против сборной Южной Кореи. Тем не менее, он всё таки был включен в состав сборной Ирана. До сегодняшнего времени сыграл за сборную Ирана три матча.

## Арест
4 января 2016 года Соша Макани был арестован полицией Ирана и заключен под стражу. Причиной тому стали фотографии Макани, выложенные в его аккаунте в социальной сети, в компании девушек без хиджаба. Иран является исламской республикой, и по словам представителя правоохранительных органов, фотографии подобного рода «плодят растление, разврат и проституцию в обществе». Позднее появилась информация, что страница футболиста в социальной сети якобы была взломана и фотографию разместили злоумышленники. Подтверждение этой информации не последовало. Было сообщено, что по ходу расследования футболист будет находиться в тюрьме. В связи с арестом футболиста главный тренер «Персеполиса» Бранко Иванкович начал искать замену Макани. В январе тегеранский клуб провёл переговоры с тремя узбекистанскими вратарями и в конечном счёте подписал контракт с вратарём ташкентского «Пахтакора» Александром Лобановым. Кроме Лобанова, Бранко Иванкович хотел заключить контракты с Игнатием Нестеровым или Эльдорбеком Суюновым. В марте футболист был освобождён и вернулся в стан «Персеполиса».

## Достижения
«Фулад»
- Чемпион Ирана: 2013/14